# Hugo Rüter
Hugo Rüter (Hamburg, 1859 - Mieste, 1949) fou un compositor alemany.
Estudià en el Conservatori de la seva ciutat natal i després s'establí a Wandsbeck com a director de societats corals, sent nomenat el 1897 professor de cant del Gimnàs Mathias Claidius.
Entre les seves composicions hi figuren: Kaiser-Ouverture, amb cor d'homes: les òperes Frau Inge i Eulenspiegel; música d'escena per a les tragèdies Edipo i Filoctetes, de Sòfocles, simfonies: un concert per a violí, peces per a piano i lieder.